# قلعه کانتارا
قلعه کانتارا یک بارو واقع در قبرس می‌باشد.